# Althea Sherman

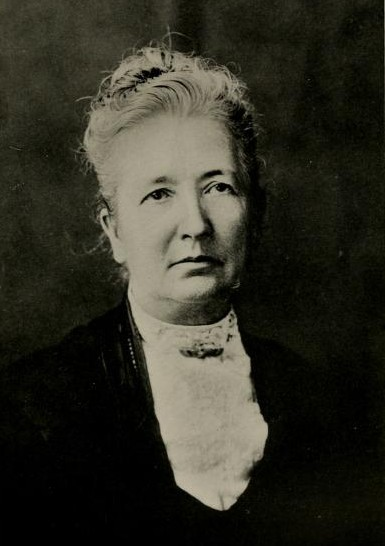
Althea Sherman 1916

Althea Rosina Sherman (geboren 10. Oktober 1853 in Farmersburg Township, Iowa; gestorben 16. April 1943 in National, heute Garnavillo, Iowa) war eine US-amerikanische Lehrerin, Ornithologin und Illustratorin. Sie machte sich besonders um die Beschreibung der Vogelarten ihres Heimatstaates Iowa verdient.

## Leben

### Vorfahren

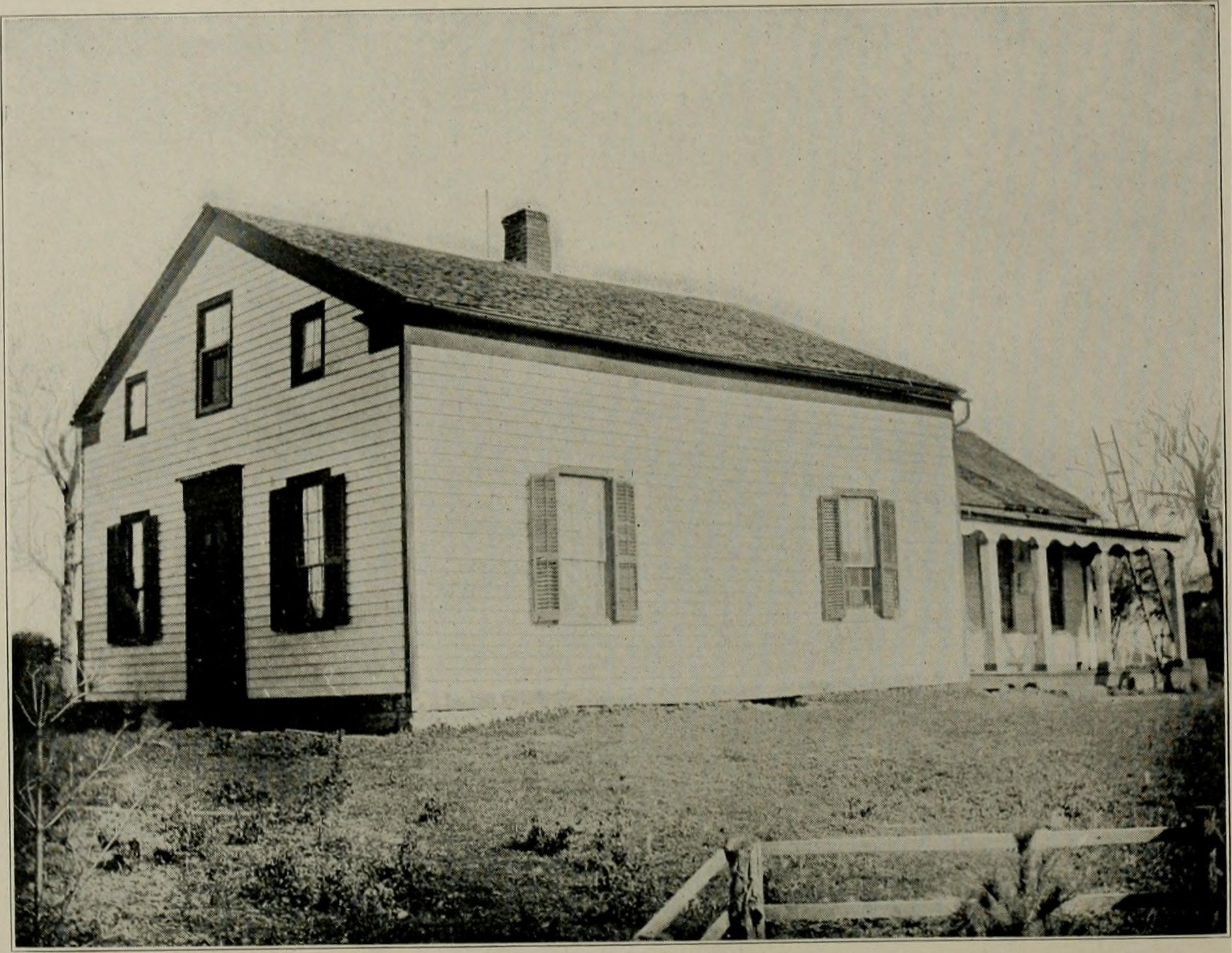
Althea Shermans Geburtshaus in Farmersburg Township (um 1848)

Sherman verfolgte ihre Abstammung bis ins 15. Jahrhundert auf die britische Familie Sherman aus Suffolk zurück. Zu ihren Vorfahren väterlicherseits zählten nach eigenen Angaben unter anderem William Bradford, Roger Conant und Roger Sherman. Über ihre Mutter war sie mit Myron H. Clark und Aaron Clark verwandt.
Shermans Vater, Mark Bachelor Sherman, stammte aus New Hampshire, wuchs jedoch im Essex County im Bundesstaat New York auf, wo er den Beruf eines Gerbers und Schuhmachers erlernte. Kurz nach seiner Heirat mit der aus Vermont stammenden Sibyl Melissa Clark machte sich das Paar 1842 auf nach Westen, da Sherman im Zuge der zunehmenden Industrialisierung in New York nicht mehr genügend Aufträge finden konnte. Über die Stationen Milwaukee und Prairie du Chien, wo die älteste Tochter Emma geboren wurde, erreichte die junge Familie 1845 Iowa, wo sie sich im Clayton County niederließ. Dort hatte Mark Sherman im Farmersburg Township günstig Land erworben. Das Haus, in dem die Familie für die nächsten 21 Jahre leben sollte, stellte einen Außenposten der Zivilisation in der Prärie dar und diente daher gelegentlich als Behelfsherberge. Dort kamen auch die fünf weiteren Kinder der Shermans zur Welt, Althea im Oktober 1853 als insgesamt vierte.

### Frühe Jahre und Studium

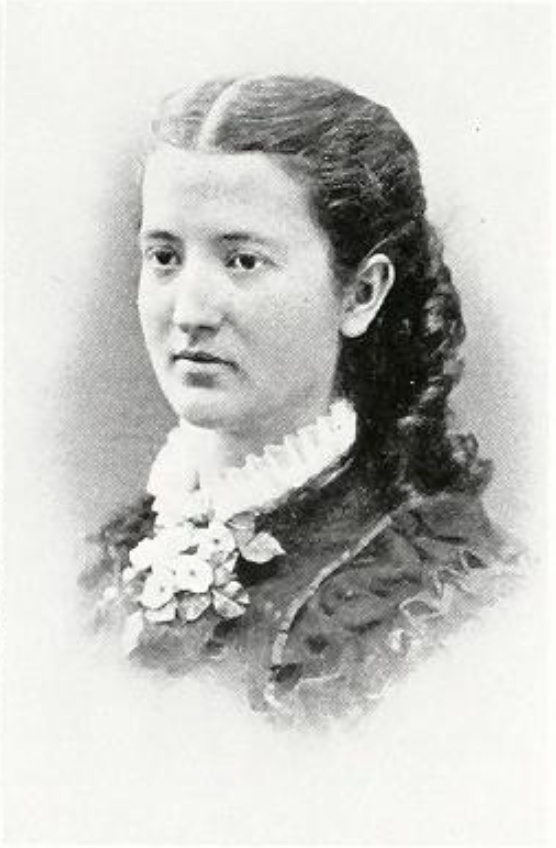
Althea Sherman 1875

Nachdem Althea Sherman ihre ersten Jahre im elterlichen Pionierhaus in der Prärie gelebt hatte, zog die Familie 1866 zwei Meilen nach Norden ins Dorf National, das damals etwa 200 Einwohner zählte. Mark Sherman hatte das Prärieland gut bewirtschaftet und war so zu einigem Wohlstand gekommen, wodurch er all seinen Kindern eine gute Schulausbildung ermöglichen konnte. Nach ihrer Grundschulzeit im Farmersburg Township besuchte Althea gemeinsam mit zwei ihrer Schwestern die Upper Iowa University in Fayette um Vorbereitungskurse zu besuchen. Diese Vorbereitungskurse wurde Mitte des 19. Jahrhunderts von verschiedenen Colleges angeboten, da es für die Landbevölkerung zu wenige Highschools gab. 1869 zogen die drei Schwestern nach Ohio und schrieben sich am Oberlin College ein. Während ihre beiden Schwestern das Studienfach Medizin wählten, entschied sich Althea für Kunst, besuchte aber auch Kurse in Griechisch und Latein. 1875 erhielt sie ihren Bachelorabschluss und unterrichtete im Anschluss für einige Jahre, ehe sie ans Oberlin College zurückkehrte um 1882 ihre Mastergraduierung zu erhalten. Derartige Wechsel zwischen Lehrtätigkeit und weiterer Ausbildung vollzog sie in den folgenden Jahren mehrfach. Zunächst unterrichtete sie am Carleton College in Northfield, ehe sie ab 1885 Kurse bei der Art Students League of New York und am Art Institute of Chicago besuchte. 1887 zog sie in die Nähe ihrer Schwester nach Wichita, Kansas, wo sie Privatunterricht gab. Es folgte eine kürzere Station im heimatlichen National, wo sie sich um den zunehmend kranken Vater kümmerte, sowie ein erneuter Studienaufenthalt in New York, bevor sie ab 1892 die Aufsicht über den Zeichenunterricht an den öffentlichen Schulen in Tacoma, Washington übernahm. Diese Position behielt sie für drei Jahre, bis sie 1895 wieder für die Pflege ihrer Eltern nach National heimkehrte, diesmal für immer.

### Zurück in National
1896, ein Jahr nachdem Sherman ins Haus ihrer Eltern zurückgekehrt war, starb ihr Vater im Alter von 80 Jahren. Hiernach kümmerte sie sich um ihre Mutter bis zu deren Tod 1902. Fortan führte Sherman den Haushalt gemeinsam mit ihrer älteren Schwester Amelia weiter. Doch das kleine Dorf National gab ihr nur unzureichend Gelegenheit zur Arbeit als Kunstlehrerin, weswegen sie sich mehr und mehr ihrem Hobby der Naturbeobachtung und vor allem der Ornithologie zuwandte. Bezeichnete sie sich selbst um die Jahrhundertwende noch als Kunstlehrerin, gab sie zehn Jahre später bereits an, dass sie vorrangig Vögel studiere. 1905, im Alter von 51 Jahren, veröffentlichte sie im Wilson Bulletin ihren ersten wissenschaftlichen Artikel. In den Folgejahren baute sie ihr Grundstück zunehmend zu einem Beobachtungslabor um. In der ungenutzten Scheune platzierte sie Nistkästen, hinter Astlöchern. Zudem errichtete sie auf dem Grundstück einen Beobachtungsstand und einen Nistturm für Schornsteinsegler.
Ihre Arbeiten fanden bald Beachtung: Sie war oft und gern gesehener Gast aus diversen wissenschaftlichen Konferenzen und hielt regen Briefwechsel mit den Größen ihres Fachs. Eine Besondere Beziehung bildete sich zu Margaret Morse Nice heraus, deren Karriere sie in den Anfangsjahren beträchtlich unterstützte und die zu einer lebenslangen Freundin wurde. Ab den 1920er Jahren bereitete Sherman ihre Gesundheit zunehmend Probleme und eine fortschreitende Arthritis machte ihr das Schreiben schwer.

### Späte Jahre
1932 erschien ihr letzter Beitrag in einer Fachzeitschrift, ihre privaten Aufzeichnungen enden 1936. Zur Vollendung zweier geplanter Buchprojekte kam es nicht mehr. Bis zuletzt gab es in ihrem Haus keinen Anschluss an fließendes Wasser oder Strom, sodass sich die Haushaltsführung sehr anstrengend gestaltete. Dennoch engagierten sie und ihre Schwester zu keinem Zeitpunkt eine Haushaltshilfe. 1940 starb ihre Schwester Amalia im Alter von 90 Jahren., sie selbst drei Jahre später mit 89. Sie wurde auf dem Friedhof von National neben ihrer Schwester begraben.

## Errungenschaften und Positionen

### Als Künstlerin

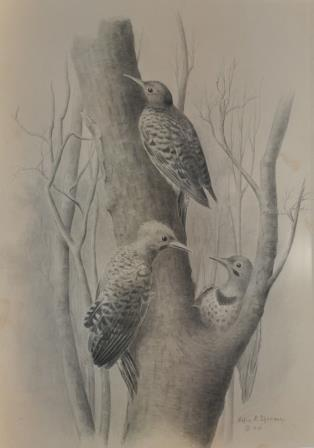
Althea Sherman: A flicker courtship

Shermans Œuvre als Künstlerin umfasst neben zahlreichen Landschaftsdarstellungen auch Porträts von Abraham Lincoln und Kaiserin Eugénie von Frankreich. Ihre Bleistiftzeichnungen gelten als gelungener als ihre Ölmalereien. Maßgeblich beeinflusst wurde ihr künstlerisches Schaffen durch George Henry Smillie.
Ihre künstlerische Ausbildung kam ihr auch in ihrer zweiten Karriere zugute und viele ihrer Artikel wurden von Vogelillustrationen geziert.
Der Ornithologe und Künstler Louis Agassiz Fuertes lobte ihre Darstellung einer Rotrücken-Spottdrossel 1922 als lebendiger als alle Vögel, die er jemals gemalt habe. Ihre Darstellung eines Goldzeisigs bewog die Legislative von Iowa dazu, diesen Vogel 1933 zum offiziellen Bundesstaatsvogel (state bird) zu erklären.  Über 200 ihrer Bilder befinden sich heute im Besitz des State Historical Museum of Iowa in Des Moines.

### Ornithologie
Im Laufe der Jahre beobachtete Sherman 168 verschiedene Vogelarten auf ihrem Anwesen, von denen 40 auch nisteten.
Ihre akribischen Beobachtungen an lebenden Vögeln führten zu neuen Erkenntnissen und Korrekturen der gängigen Lehrmeinung in verschiedenen Spezies.
Manche Vogelarten beobachtete sie kontinuierlich über einen Zeitraum von über 30 Jahren. Zu den Vögeln, die sie ausgiebiger als je jemand zuvor studierte zählen die Kreischeule, der Goldspecht, der Schornsteinsegler, der Weißbauch-Phoebetyrann, der Rotflügelstärling, die Katzendrossel, die Rotrücken-Spottdrossel, die Wanderdrossel und der Erlenschnäppertyrann.
Obwohl Vögel den Hauptteil ihrer zoologischen Studien einnahmen, war sie nicht allein darauf beschränkt. Eine von ihr nach 14 Jahren Beobachtung erstellte Abhandlung über Fledermäuse fand beim Fachpublikum ebenfalls großen Anklang.

### Arbeitsweise
Im Gegensatz zu vielen Ornithologen ihrer Zeit forschte Sherman kaum an toten Vögeln, sondern stellte fast ausschließlich Beobachtungen am lebenden Objekt an.
Diese begann sie oft früh am Tag, etwa gegen fünf Uhr morgens und beendete sie meist erst spät am Abend. Während der langen und oft ereignisarmen Stunden der Beobachtung erledigte sie oft nebenbei Näharbeiten oder andere Haushaltsaufgaben. Sie legte großen Wert darauf, ihre Notizen täglich minutiös festzuhalten und führte zu diesem Zweck mehrere Notizbücher parallel. Jedes Notizbuch war einem eigenen Aspekt ihrer Beobachtungen, beispielsweise Nestbau oder Fütterungen, gewidmet. Ebenso führte sie getrennte Notizen zu unterschiedlichen Vogelarten. Viele ihrer Beobachtungen hielt sie auch grafisch in kleinen Skizzen fest. Hierbei kam ihr ihre künstlerische Ausbildung sehr entgegen. Etwa 70 ihrer eng beschriebenen Notizbücher sind heute Teil der Sammlung des State Historical Museum of Iowa. Teile ihrer umfangreichen Aufzeichnungen wurden 1952 von Frank J. Pierce unter ihrem Namen in Buchform veröffentlicht. 1996 erschien eine Neuauflage des Buchs mit dem Titel Birds of an Iowa dooryard.

### Reise in dieAlte Welt
Am 7. November 1913 brach Sherman von New York aus zu einer Überseereise auf, die sie über mehrere Monate durch insgesamt 20 Länder Europas, Afrikas und Asiens führte. Sie hatte diese Reise zuvor akribisch geplant. Da sie neben den gängigen Sehenswürdigkeiten auch die Vögel der bereisten Länder beobachten wollte, las sie vor ihrer Abreise bereits mehrere Bücher über die jeweiligen Avifaunen. Von New York aus ging die Reise mit kurzen Aufenthalten in Madeira, Gibraltar, Algier, Monaco, Neapel und Kairo zunächst nach Bombay in Indien. Indien durchquerte sie zweimal mit dem Zug und besuchte Attraktionen wie das Taj Mahal oder Mount Abu. Anschließend führte sie ihre Reise nach Ägypten, wo sie den Nil von Alexandria bis um 2. Katarakt befuhr. Sie setzte ihre Reise dann über Palästina und das Osmanische Reich nach Griechenland fort. Von hier aus reiste sie weiter und besuchte verschiedene Länder Mittel- und Nordeuropas. Wegen des Ausbruchs des Ersten Weltkriegs musste Sherman ihre Reise im Sommer 1914 vorzeitig abbrechen. Am 13. August nahm sie von Kopenhagen aus ein Schiff zurück in die USA. Eigentlich hatte sie geplant, ihre Reiseberichte gesammelt in Buchform zu veröffentlichen; dazu kam es jedoch nicht. Stattdessen erschien im Wilson Bulletin eine Serie von vier Artikeln unter dem Titel Birds by the wayside, in denen sie Reiseberichte mit Beobachtungen über die Vögel der jeweiligen Länder vermengte und Vergleiche zu in Amerika heimischen Arten anstellte. Die Artikel bilden etwa die erste Hälfte ihrer Reise (bis Ende März 1914) ab.

### Der große Zaunkönigstreit

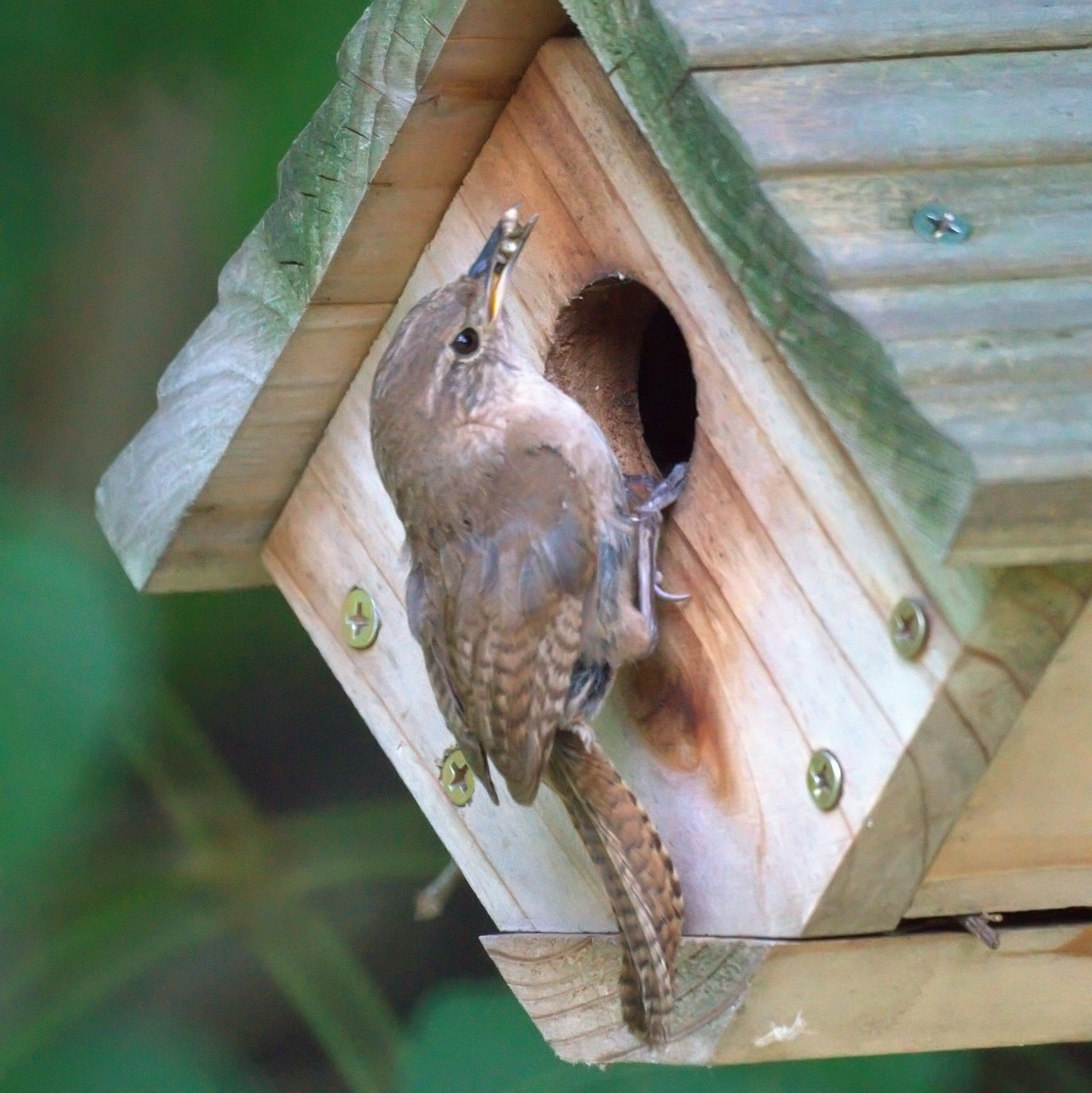
Vogelhaus mit Hauszaunkönig

In ihrem Einsatz für die Vögel ihrer Umgebung war Sherman durchaus wählerisch. Während sie den Goldspecht zu ihrem Lieblingsvogel erklärte, zeigte die sich dem Hauszaunkönig gegenüber deutlich ablehnend. Der Grund hierfür waren langjährige Beobachtungen, dass der Zaunkönig andere Singvögel von ihren Brutstätten vertrieb und deren Eier zerstörte. Zu Beginn des 20. Jahrhunderts wurde es unter Privatpersonen jedoch zunehmend populär, Vogelhäuschen für den Hauszaunkönig aufzustellen um sich an dessen Gesang erfreuen zu können. In ihrem 1925 erschienenen Artikel Down with the house wren boxes (Nieder mit den Hauszaunkönigboxen) bezeichnete Sherman dieses Verhalten als ignorant und engstirnig.
Durch diese unversöhnliche Haltung brachte sie viele selbsternannte Vogelliebhaber gegen sich auf. Doch auch aus wissenschaftlichen Kreisen erhielt sie teilweise Widerspruch. Es folgte eine Serie von Artikeln in Fachzeitschriften und Populärliteratur, in denen beide Seiten ihre Positionen untermauerten. Diese Debatte zog sich über 15 Jahre hin und wurde später verschiedentlich als der große Zaunkönigstreit (the Great Wren Debate) bezeichnet. Es wird berichtet, dass Sherman sehr unter den teilweise persönlichen Anfeindungen litt. Heute hat sich der Hauszaunkönig in Amerika weiter ausgebreitet und von Zeit zu Zeit wird versucht, die Debatte um ihn wieder aufleben zu lassen.
Neben dem Hauszaunkönig hatte Sherman auch Aversionen gegen weitere Vogelarten, vornehmlich gegen Raubvögel wie Kreischeulen und Purpur-Grackeln. Nachdem sie diese Vögel für einige Jahre beobachtet hatte, tötete sie in späteren Jahren konsequent alle Exemplare, die sie auf ihrem Anwesen antraf. Zudem setzte sie für getötete Vögel dieser Arten eine Belohnung von einigen Cents aus.

### Der Schornsteinseglerturm
Eine der Vogelarten, die Sherman besonders eingehend untersuchte, war der Schornsteinsegler, der seinen Namen daher erhielt, dass er bevorzugt in Schornsteinen nistet. Um eben dieses Nistverhalten gründlich studieren zu können, errichtete Sherman 1915 in unmittelbarer Nähe zu ihrem Wohnhaus einen neun Meter hohen Turm mit einem nachgeahmten Kaminschacht, welcher, von einer Wendeltreppe umgeben, aus dem Inneren des Turms beobachtet werden konnte. Nach drei Jahren nisteten tatsächlich die ersten Segler und bauten in den Folgejahren mehrere Nester. Neben Sherman benutzten auch viele weitere Hobby-Ornithologen den Turm um Beobachtungen anzustellen.
Von 1936 an ließ es Shermans Arthritis nicht mehr zu, den Turm zu besteigen. Ihr Plan, ein Buch über ihre Beobachtungen zu verfassen blieb unvollendet, einige ihrer Aufzeichnungen wurden jedoch posthum veröffentlicht. Nach ihrem Tod 1943 wurde das Familienanwesen verkauft. Der Schornsteinseglerturm wurde 1962 nach Harpers Ferry umgesetzt, wo er bis 1992 stand. Im Anschluss wurde er abgebaut und in Einzelteilen gelagert, ehe er 2013 in der Nähe von Buchanan im Cedar County wiedererrichtet wurde. Seit 2014 nisten auch wieder Segler im Turm.
Shermans Schornsteinseglerturm erwies sich als voller Erfolg und fand bis heute zahlreiche Nachahmungen. Türme dieser Art werden als wertvoller Beitrag zum Artenschutz angesehen und es existieren diverse Anleitungen, wie solche Einrichtungen selbst gebaut werden können.

### Heimatkunde
Neben ihren naturwissenschaftlichen Studien beschäftigte sich Sherman auch mit der Lokalgeschichte ihrer Heimatregion und verfasste hierzu 1919 eine Monografie. In dieser schlug sie einen Bogen von den ursprünglichen Bewohnern, den Sioux, Ho-Chunk (Winnebago), Ioway, Meskwaki (Fox) und Sauk (Sac) über die frühen Pioniere um Joliet, de la Salle und Perrot ins 19. Jahrhundert und den Verträgen von Prairie du Chien, in denen diverse indigene Stämme Land an die Vereinigten Staaten abtraten. Sherman verband hierbei den Bericht über geschichtliche Ereignisse mit Beobachtungen zur Geologie, Flora und Fauna Sherman bedauerte es sehr, dass ihre Vorfahren diese Verbindung nicht geschaffen hatten und dass die Veränderungen in der Natur durch die Besiedlung der Prärie folglich nie dokumentiert wurden. Durch Interviews mit älteren Nachbarn in Kombination mit eigenen Erfahrungen versuchte sie einige der Veränderungsvorgänge zu rekonstruieren.
Ihr Interesse an ihrer Heimat erstreckte sich jedoch nicht allein auf die Vergangenheit, sondern auch auf Gegenwart und Zukunft. Mit Bedauern verfolgte sie den fortschreitenden Niedergang ihres Heimatortes National. 1902 schloss das Postamt, einige Jahre später verkam die methodistische Kirche zu einer Scheune. Mehr und mehr Häuser standen leer. Sherman erwarb einige dieser Häuser und bewahrte sie so vor dem Abriss. Als die kongregationalistische Kirche 1937 in eine Taverne umgewandelt werden sollte, kauft sie auch diese. Doch der Verfall Nationals war letztlich nicht aufzuhalten. Bereits zehn Jahre nach Shermans Tod erinnerten nur noch einige unbewohnte, baufällige Häuser und der Friedhof an den einstigen Ort. Heute befindet sich an dieser Stelle ein Messegelände für Westernmessen. Pläne aus Shermans Testament, nach denen vor Ort ein Vogelschutzgebiet eingerichtet werden sollte, wurden nie umgesetzt.

## Mitgliedschaften und Ehrungen
Sherman war Abonnentin zahlreicher Fachzeitschriften und Mitglied in diversen wissenschaftlichen Organisationen. Hierzu zählten:
- American Association for the Advancement of Science
- American Ornithologists' Union
- National Audubon Society
- Cooper Ornithological Society
- Wilson Ornithological Club
- American Museum of Natural History
- American Society of Mammalogists
- American Genetic Association
- Iowa Academy of Science
- Iowa State Historical Society
- Mississippi Valley Historical Association

Die American Ornithologists’ Union, der sie 1907 beigetreten war, erhob sie 1912 in den Status eines Members. Diese Ehre wurde vor ihr erst drei anderen Frauen zuteil. 1921 fand sie Eingang in die dritte Auflage der American Men of Science. Außerdem wurde sie zeitweise in den Personenlexika Who's who und Who's who of the Women of the Nation geführt. Die Zeitschrift Iowa Bird Life widmete ihr nach ihrem Tod eine Sonderausgabe.

## Veröffentlichungen

### Artikel in Fachzeitschriften
Gelistet werden nur mehrseitige Aufsätze Shermans. Neben diesen veröffentlichte sie zahlreiche Kurzbeobachtungen (sogenannte Field Notes oder General Notes), sowie diverse Leserbriefe und Buchbesprechungen. So kam sie insgesamt auf über 70 Veröffentlichungen.
- Some Observations at Weedseed Inn. In: The Wilson Bulletin. Band 17, Nr. 1, 1905, S. 1–4, JSTOR:4153983.
- My neighbors' homes in Clayton County, Iowa. In: The Wilson Bulletin. Band 18, Nr. 3, 1906, S. 81–83, JSTOR:4154089.
- August notes from a watering place. In: The Wilson Bulletin. Band 20, Nr. 3, 1908, S. 146–150, JSTOR:4154212.
- Migration halts. In: The Wilson Bulletin. Band 21, Nr. 1, 1909, S. 38–40, JSTOR:4154226.
- Five notes from the upper Mississippi valley. In: The Wilson Bulletin. Band 21, Nr. 3, 1909, S. 155–158, JSTOR:4154255.
- An acre of birds. In: Bird-Lore. Band 12, Nr. 6, 1910, S. 230–232.
- Effects of weather in north-eastern Iowa, spring, 1910. In: The Wilson Bulletin. Band 22, Nr. 2, 1910, S. 117–118, JSTOR:4154300.
- At the sign of the northern flicker. In: The Wilson Bulletin. Band 22, Nr. 3–4, 1910, S. 135–171, JSTOR:4154314.
- Nest life of the screech owl. In: The Auk. Band 28, Nr. 2, 1911, S. 155–168, doi:10.2307/4071432, JSTOR:4071432.
- The keeping of notes. In: Bird-Lore. Band 13, Nr. 4, 1911, S. 203–204.
- Diurnal activities of the great horned owl (Bubo virginianus virginianus). In: The Auk. Band 29, Nr. 2, 1912, S. 240–241, doi:10.2307/4071377, JSTOR:4071377.
- Relative numbers of birds in 1912. In: Bird-Lore. Band 14, Nr. 6, 1912, S. 347–348.
- Moments with the LeConte's sparrows (Passerherbulus laconteii). In: The Wilson Bulletin. Band 24, Nr. 1, 1912, S. 18–21, JSTOR:4154380.
- The brown thrasher (Toxostoma rufum) east and west. In: The Wilson Bulletin. Band 24, Nr. 4, 1912, S. 187–191, JSTOR:4154439.
- Carolinian avifauna in northeastern Iowa. In: The Auk. Band 30, Nr. 1, 1913, S. 77–81, doi:10.2307/4071896, JSTOR:4071896.
- The nest life of the sparrow hawk. In: The Auk. Band 30, Nr. 3, 1913, S. 406–418, doi:10.2307/4071671, JSTOR:4071671.
- The extermination of the wild turkey in Clayton County, Iowa. In: The Wilson Bulletin. Band 25, Nr. 2, 1913, S. 87–90, JSTOR:4154480.
- Experiments in feeding hummingbirds during seven summers. In: The Wilson Bulletin. Band 25, Nr. 4, 1913, S. 153–166, JSTOR:4154504.
- The great destruction of warblers: an urgent appeal. In: Bird-Lore. Band 17, Nr. 5, 1915, S. 375–377.
- Birds by the wayside, in Europe, Asia, and Africa. In: The Wilson Bulletin. Band 27, Nr. 1, 1915, S. 243–271, JSTOR:4154599.
- Birds by the wayside, in Egypt and Nubia. In: The Wilson Bulletin. Band 27, Nr. 3, 1915, S. 369–393, JSTOR:4154632.
- A peculiar habit by the house wren. In: The Wilson Bulletin. Band 28, Nr. 2, 1916, S. 94–95, JSTOR:4154704.
- Birds by the wayside, in Palestine. In: The Wilson Bulletin. Band 28, Nr. 3, 1916, S. 106–122, JSTOR:4154716.
- Birds by the wayside, in Greece. In: The Wilson Bulletin. Band 28, Nr. 4, 1916, S. 157–171, JSTOR:4154729.
- Bird conservation. In: Iowa Conservation. Band 4, Nr. 3, 1920, S. 72–74.
- A national bird day. In: Iowa Conservation. Band 6, Nr. 2, 1922, S. 26–28.
- "Animal aggregations": a reply. In: The Condor. Band 26, Nr. 3, 1924, S. 85–88, doi:10.2307/1363102, JSTOR:1363102.
- The problem of the house wren. In: Bird-Lore. Band 27, Nr. 2, 1925, S. 97–100.
- Down with the house wren boxes. In: The Wilson Bulletin. Band 37, Nr. 1, 1925, S. 5–13, JSTOR:4155262.
- Additional evidence against the house wren. In: The Wilson Bulletin. Band 37, Nr. 3, 1925, S. 129–132, JSTOR:4155311.
- Are birds decreasing in numbers? In: The Wilson Bulletin. Band 40, Nr. 1, 1928, S. 29–38, JSTOR:4155591.
- Summer outings of bats during fourteen seasons. In: Journal of Mammalogy. Band 10, Nr. 4, 1929, S. 319–326, doi:10.2307/1374119, JSTOR:1374119.
- The old ornithology and the new. In: The Wilson Bulletin. Band 42, Nr. 1, 1930, S. 3–10, JSTOR:4155812.

### Bücher
- Historical sketch of the park region about McGregor, Iowa, and Prairie du Chien, Wisconsin. Torch Press, Cedar Falls, Iowa 1919, ISBN 978-0-344-47320-3 (online).
- Birds of an Iowa dooryard. University of Iowa Press, 1952, ISBN 978-1-58729-219-4. (posthum herausgegeben von Fred J. Pierce.)